# Distretto di Ajyrtau
Il distretto di Ajyrtau (in kazako: Айыртау  ауданы) è un distretto (aýdan) del Kazakistan con  capoluogo Saumalköl.